# Stensjön (Vrå socken, Småland)
Stensjön är en sjö i Ljungby kommun i Småland och ingår i Lagans huvudavrinningsområde. Sjön har en area på 0,0806 kvadratkilometer och ligger 157,9 meter över havet. Stensjön ligger i Årshultsmyren Natura 2000-område. Sjön avvattnas av vattendraget Lidhultsån.

## Delavrinningsområde
Stensjön ingår i det delavrinningsområde (629835-135409) som SMHI kallar för Utloppet av Örsjön. Medelhöjden är 171 meter över havet och ytan är 28,61 kvadratkilometer. Det finns inga avrinningsområden uppströms utan avrinningsområdet är högsta punkten. Lidhultsån som avvattnar avrinningsområdet har biflödesordning 3, vilket innebär att vattnet flödar genom totalt 3 vattendrag innan det når havet efter 151 kilometer. Avrinningsområdet består mestadels av skog (26 %) och sankmarker (57 %). Avrinningsområdet har 1,75 kvadratkilometer vattenytor vilket ger det en sjöprocent på 6,1 %.